# Symphonisches Blasorchester Witten

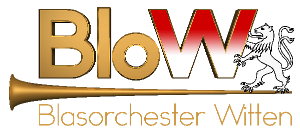
Logo des Orchesters

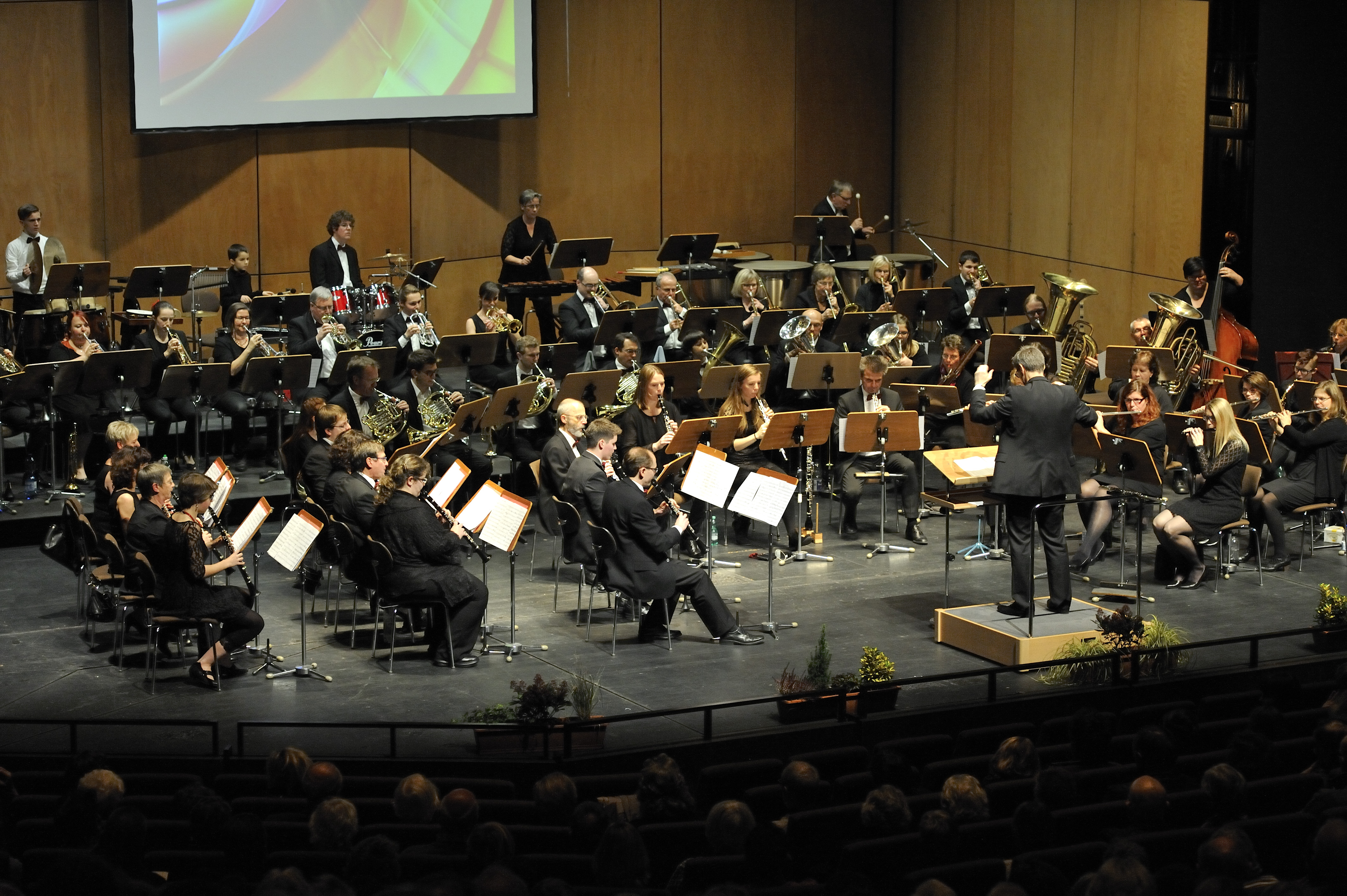
Das Symphonische Blasorchester Witten e. V. im Saalbau Witten

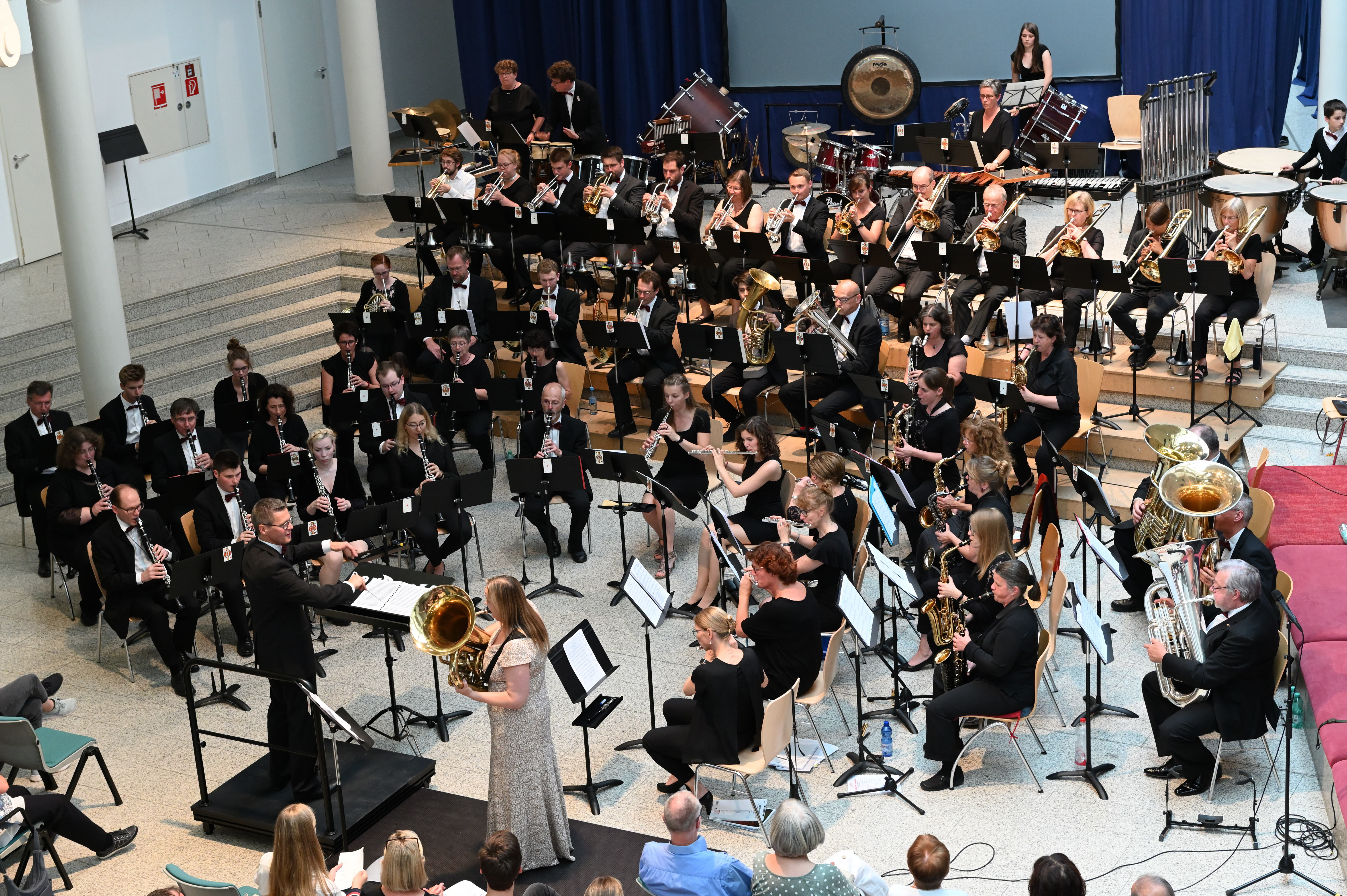
Konzert "Bube-Dame-König-As" in der Universität Witten/Herdecke

Das Symphonische Blasorchester Witten „BloW“ e.V. ist ein eigenständiger Orchesterverein in der deutschen Stadt Witten. Er wurde 2012 zunächst als Förderverein des Blasorchesters Witten „BloW“ gegründet und 2013 in einen eingetragener, gemeinnützigen Musikverein umgewandelt.

## Gründung
Die Anfänge der Orchestergründung liegen in einer Initiative des Rotary Club Witten aus dem Jahr 2006, bei der am Rande eines Konzerts der Jungen Bläserphilharmonie NRW, am 20. August 2006 im Saalbau Witten, zur Gründung eines bis dahin nicht existenten Blasorchesters für Witten aufgerufen wurde. Diese Initiative erfolgte in Zusammenarbeit mit der städtischen Musikschule Witten.
Bei der ersten Gründungsversammlung, am 24. August 2006, versammelten sich 19 Interessenten zu einer Infoveranstaltung im Haus Witten. Bei dieser Zusammenkunft wurde ein erster Probentermin für den 28. Oktober 2006 terminiert, zu dem sich 25 Musiker unter der Leitung von Wittens Musikschulleiter Michael Eckelt einfanden. Als erstes Musikstück wurde dabei das Trio aus dem Pomp and Circumstance March Nr. 1 von Edward Elgar gespielt. Im Januar 2019 waren im Orchesterverein rund 70 Mitglieder organisiert.
Im Jahr 2019 gründete BloW ein Nachwuchsorchester und im Jahr 2024 ein Kinderorchester in Kooperation mit der Musikschule Witten. Der Verein zählt somit fast 100 aktive Musikerinnen und Musiker. 

## Orchesteraustausch im Rahmen der Städtepartnerschaft
Angeregt durch den Schüleraustausch des französischen Saxophonisten Julien Corbel, aus Wittens Partnerstadt Beauvais, im Rahmen des Rotary Youth Exchange in Witten, konnte das Orchester im Jahr 2009 einen Kontakt zum Orchestre d’Harmonie de Beauvais legen. Aus Anlass der Local-Hero-Woche Witten, zum Kulturhauptstadtjahr 2010 in Essen und dem Ruhrgebiet, fand erstmals ein Orchesteraustausch in Witten statt. Ein Jahr später erfolgte der Gegenbesuch von 35 BloW’ern in Frankreich. Seitdem findet im Abstand von drei Jahren ein regelmäßiger Austausch zwischen den beiden Orchestern statt.

## Erfolge
Das Orchester nahm bislang zweimal am Landesmusikfest des Volksmusikerbund NRW teil. Dabei konnte 2014 in der Mittelstufe und 2018 in der Oberstufe mit dem Prädikat „Hervorragender Erfolg“ jeweils die höchste Auszeichnung in der Sparte Blasorchester errungen werden.

## Kooperationen
„BloW“ setzt seit seiner Gründung kontinuierlich auf Gemeinschaftsprojekte mit verschiedenen Künstlern und Formationen aus der Region. Seit Orchestergründung wurden die nachfolgenden Kooperationen durchgeführt.
- 2008 und 2016 mit dem QUADRIGA Posaunenquartett aus Köln
- 2009 mit Bläserklassen der Holzkamp-Gesamtschule und Albert-Martmöller-Gymnasium
- 2009 mit der Dudelsack- und Drum-Formation Scots’n Braizh aus Witten
- 2010, 2011, 2014, 2017 mit dem Orchestre d’Harmonie de Beauvais aus Frankreich
- 2011 mit der HipHop Drum-Formation Barulheiros aus Witten (heute Figur Lemur)
- 2011 mit dem Jugendorchester WAVE der Holzkamp-Gesamtschule Witten
- 2012 mit der Schauspielerin und Theaterpädagogin Sonny Maier aus Witten
- 2013 mit dem Jungen Chor Kinereth aus Witten
- 2014 und 2016 mit dem deutschen Komponisten Thiemo Kraas aus Münster (NRW)
- 2015 mit dem Tanztheater Abrakadabra aus Witten
- 2016 mit dem Projektorchester Westfalen Winds e.V. aus Westfalen
- 2016 mit dem Orchesterverein Musikkapelle Südlohn e.V. aus dem Münsterland
- 2018 mit dem deutschen Komponisten Kurt Gäble aus Lauben (Bayern)
- 2018 mit dem Orchesterverein Do-Ton e.V. aus Dortmund
- 2019 mit dem britischen Komponisten Dr. Peter Meechan (GB)
- 2019 mit der Tubistin Prof. Dr. Joanna Ross Hersey (USA)
- 2019 mit der Mezzosopranistin Nina Nußbaum aus Witten
- 2023 mit der Musikschule Witten im Rahmen der Aufführung des Musicals 'Freude'
- 2024 mit Sarah Mesenbrock und Christoph Ebel (Gesang)

Im Jahr 2016 veröffentlichte der Musikverlag Rundel GmbH aus Rot an der Rot mit dem Stück „Lignum“ ein Auftragswerk des deutschen Komponisten Thiemo Kraas aus Münster, geschrieben im Auftrag des BloW-Orchesters. Die Komposition wurde anlässlich des Jubiläumskonzerts „10 Jahre BloW“, am 13. November 2016 im Saalbau Witten, unter dem Dirigat des Komponisten durch „BloW“ uraufgeführt. In dem ca. 4:50 Min. lagen Werk sind mit „Das Lieben bringt groß Freud“ und „Ich weiß nicht was soll es bedeuten“ nach Friedrich Silcher zwei deutsche Volkslieder zu einem symphonischen Werk für großes Blasorchester verarbeitet.
Das Orchester ist seit 2016 Mitglied im Kreisverband Ruhr des Volksmusikerbund NRW.

## Probenhaus am Rheinischen Esel

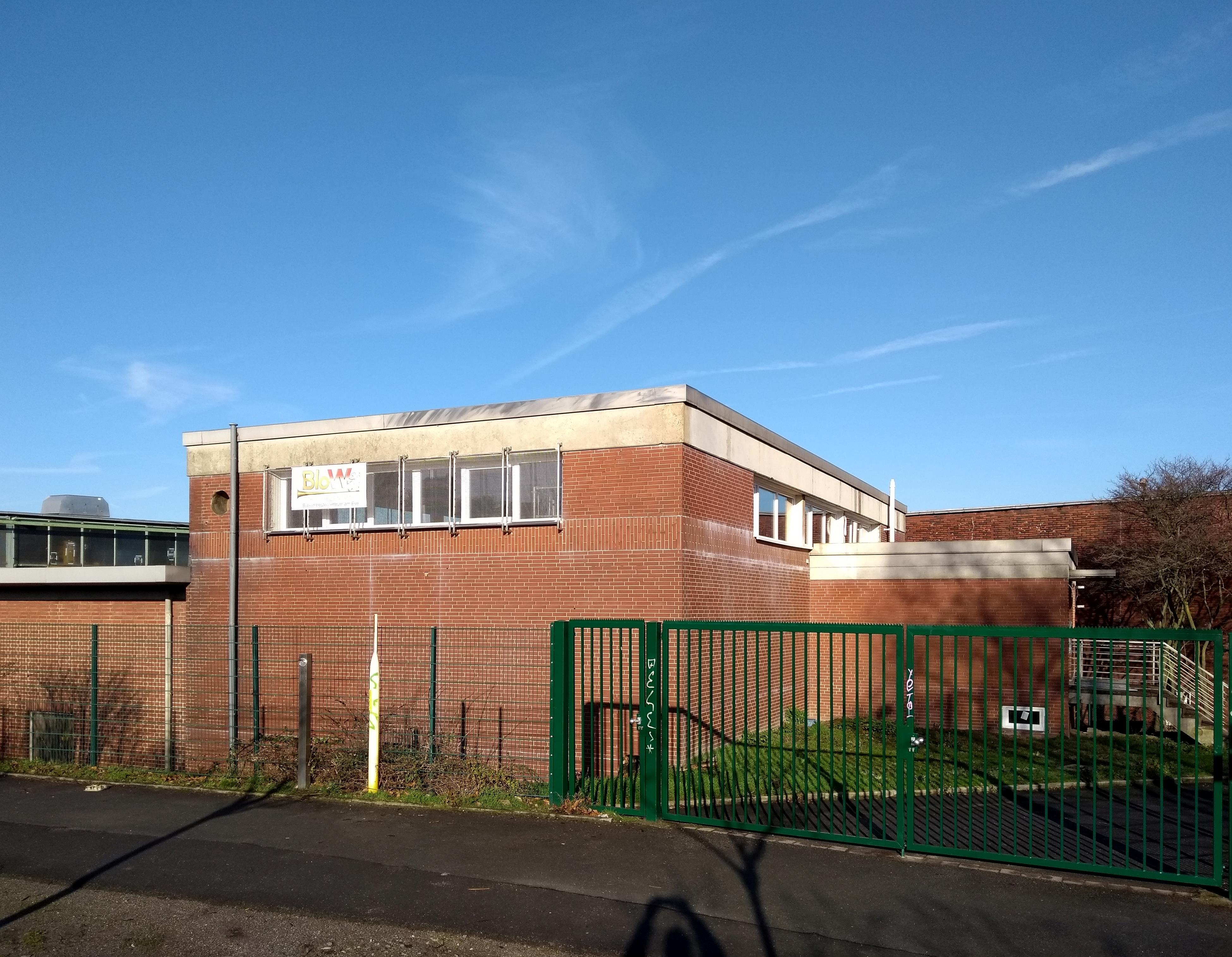
Probenhaus BloW Schall(t)zentrale am Esel des Symphonischen Blasorchesters Witten „BloW“

Im Frühjahr 2019 bezog das BloW eigene Probenräume. Die „BloW Schall(t)zentrale am Esel“ ist ein ehemaliges Schalthaus und wurde nach zehn Jahren Leerstand in Eigenleistung umgebaut. Mit der Brass Band Westfalen nutzt noch ein weiterer Orchesterverein diese Räumlichkeiten. Darüber hinaus finden dort auch regelmäßig Veranstaltungen des Kreisverbands des Volksmusikerbunds NRW statt.